# Die Heldin von St. Honorée
Die Heldin von St. Honorée, oftmals auch unter dem Titel Kein schön’rer Tod geführt, ist ein deutsches Stummfilmdrama aus dem Jahre 1913 von Emil Albes mit Carl Clewing in der Hauptrolle.

## Handlung
Die Geschichte soll nach Aufzeichnungen eines Teilnehmers am Deutsch-Französischen Krieg von 1870/71 gestaltet worden sein.
Im Frühwinter 1870 wird Leutnant Hans Heinz von Winter damit beauftragt, mit seiner Schwadron des 7. Ulanen-Regiments in dem französischen Dorf Le Catelet Quartier zu beziehen. Das Quartier befindet sich bei der schönen und noch jungen Waisen Aimée Bonfon, die einen sehr kultivierten Eindruck hinterlässt. Der Feldhüter des Dorfs, Reynard, nimmt den Abzug der abgelösten deutschen Infanterieabteilung und das Nachrücken von Winters Ulanenschwadron zum Anlass, mit anderen Dörflern eine Verschwörung gegen die deutschen Okkupanten zu schmieden. Im Wirtshaus von Monsieur Bertrand beschließt man, dass kein einziger Ulan das Dorf mehr lebend verlassen dürfe. Aus diesem Grund solle so getan werden, als wolle man ein Fest zu Ehren eines Brautpaars ausrichten. Aimée soll die angebliche Braut spielen. Bei diesem Fest sollen während des Tanzes die anwesenden Deutschen ermordet werden, die nichtanwesenden Feinde im Quartier überfallen und dort niedergemacht werden. Nach anfänglichem Zögern lässt sich auch Aimée darauf ein, nachdem man an ihren Patriotismus appelliert hat. Immer mehr zweifelt sie an ihrer Aufgabe, die das Leben vieler junger Menschen kosten wird. Da sie sich in von Winter ebenso verliebt hat wie er in sie, versucht Aimée wenigstens ihn daran zu hindern, auf das vorgebliche Fest zu gehen. Bei gegenseitigen Musikdarbietungen der beiden angehenden Turteltauben in Aimées Stube fallen sie sich in die Arme.
Der Zeitpunkt der Feier rückt näher. Reynard lädt die deutschen Ulanen zum Fest ein, die Verlobung Aimées solle gefeiert werden. Von Winter ist bestürzt, läuft zu seiner Liebsten und fragt, ob dies wahr sei. Mit verheulten Augen sagt sie, ganz gegen ihre Überzeugung aber aus festem patriotischen Glauben: „Ja“. Entgeistert und grußlos verlässt Hans Heinz von Winter ihr Haus. Aimée ist völlig niedergeschlagen und lässt sich nur widerwillig zur „Braut“ schmücken. Auch der falsche Bräutigam ist bereits eingetroffen. Um ihren Hans Heinz vor dem grässlichen Hinterhalt zu schützen, fleht Aimée ihn bei einer weiteren Begegnung händeringend an, nicht auf dieses Fest zu kommen, sondern in seinem Zimmer zu bleiben.
Das Fest ist im vollen Gange, deutsche Offiziere scherzen und tanzen mit hübschen jungen Französinnen. Die bewaffneten Francs-tireurs schleichen derweil draußen bereits um die Gaststätte und warten nur auf das Signal zum Losschlagen. Das ertönt, und die bewaffneten Franzosen stürmen ins Wirtshaus und metzeln alles nieder, was ihnen vor die Flinten kommt. Auch von Winter hört den Lärm von draußen in seine Kemenate schallen. Er greift zum Säbel und zur Pistole und will den Seinen zu Hilfe eilen. Vor der Tür steht Aimée, die sich ihm in die Arme wirft, um zu verhindern, dass er selbst dem Gemetzel zum Opfer fällt. Die Franctireurs haben Winter entdeckt und wollen auch ihn erledigen, als sich Aimée an ihn klammert. Sie zerrt ihren Liebsten, den preußischen „Feind“, hinter sich her, durch den Hof zum Hinterausgang, damit er sich auf sein Pferd schwingen und davonreiten kann. Leutnant von Winter kann seine Lebensretterin nicht einfach so zurücklassen und zieht sie mit auf sein Pferd. Die Kugeln der Freischärler pfeifen den beiden um die Ohren, aber sie können ihren Häschern entkommen.
Es wird ein Ritt auf Leben und Tod, und erst, als die beiden das 8. Regiment erreicht haben, bemerkt von Winter, dass er doch einen Streifschuss abbekommen hat. Als man ihn verarztet, fragt der Leutnant als Erstes, wo seine kleine französische Freundin geblieben sei. Die ist jedoch verschwunden und hat sich auf den Weg zurück in den Heimatort gemacht, egal, welchen fürchterlichen Konsequenzen sie entgegensehen muss. In Le Catelet wird bereits der blutige Sieg über die Deutschen gefeiert, als man mit schwingenden Fäusten auf die Heimkehrerin zuläuft. Ehe es zum Äußersten kommt, ruft einer der Franzosen „Flieht, die Preußen kommen!“ Vorneweg reitet der mit einem Notverband verarztete Hans Heinz von Winter, um die wie Hasen fliehenden Franctireurs zu verfolgen und seine Aimée zu schützen. Da wird sie von einer deutschen Kugel getroffen und sinkt in sich zusammen. Aimée stirbt in Winters Armen. Tief getroffen von seinem Leid kniet er vor ihr nieder und lässt alle Vorsicht fahren. Der Kopf der Verschwörer, Reynard, hat sich indessen feige hinter einer Scheunenwand versteckt und zielt mit seinem Gewehr aus dem Hinterhalt auf den weinenden Deutschen. Ein Schuss fällt, und im Tode sind Hans Heinz und Aimée wieder vereint.

## Produktionsnotizen
Die Heldin von St. Honorée entstand zum Jahresbeginn 1913 im Bioscop-Atelier in Neubabelsberg und besaß drei Akte, verteilt auf 764 bis 770 Metern Länge. Der Film passierte die Zensur im März 1913, die Uraufführung erfolgte am 11. April 1913.
Die Filmbauten entwarf Robert A. Dietrich.
Nach Ausbruch der Feindseligkeiten zwischen Deutschland und Frankreich im August 1914 wurde der Film unter dem Haupttitel Der Franktireurkrieg erneut herausgebracht.

## Kritiken
„… ist das Drama (…) Die ‚Heldin von St. Honoré‘ besonders deshalb hervorzuheben, weil das interessante Milieu des deutsch-französischen Krieges zum Hintergrunde der Begebenheiten gewählt ist, die Handlung ein festes dramatisches Gefüge hat und Clewing wirklich Gelegenheit erhält, seine Begabung ins rechte Licht zu setzen.“

„Im "Cines"-Nollendorf-Theater findet der Film "Die Heldin von St. Honoré" den ungeteilten Beifall des zahlreich erschienenen Publikums. Das Kinostück schildert in prachtvoll gestellten Bildern von grosser Lebhaftigkeit und historischer Treue, mit Karl Clewing vom Kgl. Schauspielhaus in der Hauptrolle, eine dramatisch bewegte Episode aus dem Deutsch-Französischen Kriege.“